# Eleo (figlio di Poseidone)
Eleo (in greco antico: Ἠλεῖος?) è un personaggio della mitologia greca. Re degli Epei ed eponimo dell'Elide.

## Genealogia
Figlio di Poseidone e di Euricida è uno dei possibili padri di Augia.

## Mitologia
Dopo che suo zio materno (Etolo) andò in esilio il trono spettò a lui, così cambiò il nome del regno da 'Epeide' in 'Eleide'. 

In precedenza il vecchio nome fu dato da Epeo, un altro suo zio che precedette Etolo sul trono.